# Discografia Ciarei
Discografia Ciarei se compune din șase albume de studio, douăzeci și șapte de discuri single, trei discuri promoționale, un single promovat doar prin intermediul posturilor de radio („Like a Surgeon”), treizeci de videoclipuri și un disc EP.
Ciara a debutat în anul 2004 prin intermediul discului single „Goodies” care a ocupat locul 1 în țara natală a interpretei și în Regatul Unit. Cântecul a fost inclus pe albumul omonim lansat în tomana aceluiași an, primind datorită acestuia și titlul de „Prima Doamnă a Crunk&B”. Alte două piese de pe material au devenit șlagăre, acestea fiind „1,2 Step” și „Oh”. Goodies a primit triplu disc de platină în Statele Unite și disc de platină în Canada, vânzându-se în peste cinci milioane de exemplare. Ciara a mai colaborat la piese care s-au clasat în primele zece locuri, printre care „Lose Control” alături de Missy Elliott, „Like You” cu rapperul Bow Wow și "So What” al formației Field Mob. 
La finele anului 2006, a fost promovat discul Ciara: The Evolution, ce include înregistrări de succes precum „Get Up”, „Promise” sau „Like a Boy”. Albumul a înregistrat vânzări de peste 338.000 de exemplare în prima săptămână doar în S.U.A.. Bucurându-se de un succes similar avut de Goodies, Ciara: The Evolution a debutat pe locul întâi în clasamentul Billboard 200, și în top 35 în mai multe state, primind un disc de platină în SUA și vânzându-se în peste două milioane de copii la nivel global. Coverul albumului, „Get Up,” a ajuns între primele zece piese din SUA, iar "Promise," printre primele locuri ale US R&B chart. A mai colaborat cu Tiffany Evans la „Promise Ring” by  și „Stepped on My J'z” al lui Nelly. În 2008, a luat parte la evenimentul caritabilă Stand Up to Cancer și a apărut în videoclipul „Just Stand Up!”. 
Începând cu anul 2008, Ciara a lucrat la o serie de cântece pentru cel de-al treilea material discografic de studio al său, Fantasy Ride. După mai multe amânării succesive acesta a fost lansat în prima parte a anului următor, în urma succesului înregistrat de piesa „Love Sex Magic”, care s-a clasat pe primele zece locuri. În ciuda startului promițător, albumul a devenit un eșec comercial, acest lucru determinând-o pe artistă să înceapă înregistrările pentru un nou disc. Tot în 2009, Ciara a colaborat cu Enrique Iglesias pentru hitul „Takin' Back My Love.” În Statele Unite s-au vândut doar 193.000 de exemplare într-un an.
Al patrulea album al Ciarei, Basic Instinct, a fost lansat pe 10 decembrie 2010. Acesta a marcat revenirea cântăreței la rădăcinile urbane. Piesa cea mai importantă de pe album, „Ride”, s-a clasat în topul 3 al clasamentului american de R&B, cu „Gimmie Dat” și „Speechless” poziționându-se și ele pe locuri modeste. 
Al cincilea album al Ciarei și primul lansat de noua sa casă de discuri, Epic Records, Ciara a fost lansat pe 9 iulie 2013. Piesa principală este „Body Party”, care a ajuns pe locul al optulea în clasamentul Billboard R&B, fiind al treisprezecelea hit din Top 40 Billboard Hot 100.
Al șaselea album, Jackie, la care a colaborat cu Pitbull, Joe Jonas, Missy Elliott și R3hab, a fost lansat la 4 mai 2015. Acesta a debutat pe locul al șaptesprezecelea în clasamentul Billboard 200 cu 19.900 de exemplare vândute, fiind albumul cu cele mai mici vânzări în prima săptămână din toate cele șase ale Ciarei. „I Bet”, piesa principală de pe albumul Jackie, a fost lansată la 26 ianuarie 2015.
Înainte de cel de-al treilea album, s-au vândut peste șapte milioane de albume ale Ciarrei, iar până în iunie 2010 a vândut numai în SUA 4,3 milioane de albume și 6,9 milioane de piese descărcabile. Până în 2015, Ciara a vândut peste 23 de milioane de înregistrări la nivel mondial.

## Lansări majore
EP-uri
- Fantasy Ride: The Mini Collection[24]

Colecție de șase cântece. Lansat în Regatul Unit pe 23 iulie 2009.
Casa de discuri: RCA
DVD-uri
- Goodies: The Videos & More

Include videoclipurile „Goodies”, „1, 2 Step” și „Oh”; vânzările totale sunt de aproximativ 100.000 de exemplare în S.U.A., teritoriu unde a primit și un disc de platină.
Lansat la 7 iunie 2005 în Regatul Unit.
Locul al doilea în US Videos.
- Fantasy Ride

DVD distribuit ca parte a ediției speciale a albumului Fantasy Ride.
- Goodies/The Evolution[27]

Casa de discuri: Sony Music
Lansat în Regatul Unit pe 27 septembrie 2010.
Albume de studio
Cu excepția lui Ciara, celelalte albume au fost lansate de LaFace Records.
| An               | Informații | Clasări | Clasări   | Clasări | Clasări | Clasări | Clasări | Clasări | Clasări | Clasări | Clasări | Clasări | Clasări | Clasări | Clasări | Clasări | Certificări                                           |
| An               | Informații | S.U.A.  | S.U.A R&B | CAN     | UK      | IRL     | ELV     | GER     | AUT     | FRA     | FLA     | VAL     | AUS     | NZL     | EU      | UWC     | Certificări                                           |
| ---------------- | --- | ------- | --------- | ------- | ------- | ------- | ------- | ------- | ------- | ------- | ------- | ------- | ------- | ------- | ------- | ------- | ----------------------------------------------------- |
| Albume de studio | |         |           |         |         |         |         |         |         |         |         |         |         |         |         |         |                                                       |
| 2004             | Goodies - Primul album de studio - Lansat: 28 septembrie 2004 - Vânzări: 5 milioane                                              | 3       | 1         | 22      | 26      | 36      | 52      | 59      | —       | 65      | 88      | —       | 46      | 29      | 60      | 14      | - CAN: Platină - JAP: Aur - UK: Aur - SUA: 3× Platină |
| 2006             | Ciara: The Evolution - Al doilea album de studio - Lansat: 5 decembrie 2006 - Vânzări: 2 milioane                                | 1       | 1         | 32      | 17      | 29      | 15      | 32      | 68      | 49      | 43      | 67      | 76      | 21      | 60      | 5       | - SUA: Platină                                        |
| 2009             | Fantasy Ride - Al treilea album de studio - Lansat: 5 mai 2009 - Vânzări: 0,2 milioane (S.U.A.)                                  | 3       | 2         | 22      | 9       | 10      | 13      | 77      | 58      | 34      | 21      | 36      | 39      | —       | 60      | 4       |                                                       |
| 2010             | Basic Instinct - Al patrulea album de studio - Lansat: 5 octombrie 2010 - Vânzări: SUA: 116.000                                  | 44      | 11        | —       | —       | —       | 83      | —       | —       | —       | —       | —       | —       | —       | —       | —       |                                                       |
| 2013             | Ciara - Al cincilea album de studio - Lansat: 9 iulie 2013 - Vânzări: SUA: 208.000                                               | 2       | 2         | 21      | 42      | —       | 63      | —       | —       | 163     | —       | —       | 35      | —       | —       | —       |                                                       |
| 2015             | Jackie - Al șaselea album de studio - Lansat: 4 mai 2015 - Vânzări: SUA: 62.231, mondial 101.000 - Casa de discuri: Epic Records | 17      | 2         | —       | 46      | —       | —       | —       | —       | —       | —       | —       | 53      | —       | —       | —       |                                                       |

## Discuri single
| Anul                                     | Single                                                    | Poziția maximă | Poziția maximă | Poziția maximă | Poziția maximă | Poziția maximă | Poziția maximă | Poziția maximă | Poziția maximă | Poziția maximă | Poziția maximă | Poziția maximă | Poziția maximă | Poziția maximă | Poziția maximă | Poziția maximă | Poziția maximă        | Album                      |
| Anul                                     | Single                                                    | S.U.A.         | S.U.A. R&B     | UK             | CAN            | IRL            | GER            | ELV            | AUT            | FLA            | VAL            | FRA            | SUE            | AUS            | NZL            | EU             | UWC                   | Album                      |
| ---------------------------------------- | --------------------------------------------------------- | -------------- | -------------- | -------------- | -------------- | -------------- | -------------- | -------------- | -------------- | -------------- | -------------- | -------------- | -------------- | -------------- | -------------- | -------------- | --------------------- | -------------------------- |
| 2004                                     | „Goodies” (în colaborare cu Petey Pablo)                  | 1              | 1              | 1              | —              | 4              | 10             | 10             | 35             | 24             | 40             | 27             | 39             | 19             | 10             | 21             | 14                    | Goodies                    |
| 2004                                     | „1, 2 Step” (în colaborare cu Missy Elliott)              | 2              | 4              | 3              | —              | 3              | 7              | 5              | 42             | 14             | 15             | 31             | 23             | 2              | 2              | 2              | 9                     | Goodies                    |
| 2005                                     | „Oh” (în colaborare cu Ludacris)                          | 2              | 2              | 4              | —              | 7              | 7              | 11             | 44             | 38             | 43             | 48             | 43[♦]          | 7              | 5              | 6              | 19                    | Goodies                    |
| 2005                                     | „And I”[A]                                                | 96             | 27             | —              | —              | —              | —              | —              | —              | —              | —              | —              | —              | —              | —              | —              | —                     | Goodies                    |
| 2006                                     | „Get Up”[B] (în colaborare cu Chamillionaire)             | 7              | 10             | 189            | —              | —              | 29             | 17             | 59             | —              | —              | 38[♦]          | 47[♦]          | 72             | 5              | —              | 35                    | Ciara: The Evolution       |
| 2006                                     | „Promise”[A]                                              | 11             | 1              | —              | —              | —              | —              | —              | —              | —              | —              | —              | —              | —              | —              | —              | 28                    | Ciara: The Evolution       |
| 2007                                     | „Like a Boy”                                              | 19             | 6              | 16             | —              | 9              | 29             | 16             | 47             | 52             | 48             | 10             | 8              | 51             | 29             | 31             | 25                    | Ciara: The Evolution       |
| 2007                                     | „Can't Leave 'em Alone”[B] (în colaborare cu 50 Cent)     | 40             | 10             | 109            | —              | 40[♦]          | 44             | 67             | —              | —              | —              | 97[♦]          | 60[♦]          | 75             | 4              | —              | —                     | Ciara: The Evolution       |
| 2009                                     | „Never Ever”[A] (în colaborare cu Young Jeezy)            | 66             | 9              | —              | —              | —              | —              | —              | —              | —              | —              | —              | 25             | —              | —              | —              | —                     | Fantasy Ride               |
| 2009                                     | „Love Sex Magic” (în colaborare cu Justin Timberlake)     | 10             | 83             | 5              | 6              | 4              | 7              | 11             | 17             | 19             | 33             | 8              | 4              | 5              | 6              | 6              | 7                     | Fantasy Ride               |
| 2009                                     | „Work” (în colaborare cu Missy Elliott)                   | —              | —              | 52             | —              | 31             | —              | —              | —              | —              | —              | 20[♦]          | 46             | 66             | —              | —              | —                     | Fantasy Ride               |
| 2009                                     | „Like a Surgeon”[A]                                       | —              | 59             | —              | —              | —              | —              | —              | —              | —              | —              | —              | —              | —              | —              | —              | —                     | Fantasy Ride               |
| 2010                                     | „Ride” (în colaborare cu Ludacris)                        | 42             | 3              | 75             | —              | —              | —              | —              | —              | 10             | —              | —              | —              | 75             | —              | —              | —                     | Basic Instinct             |
| 2010                                     | „Speechless”                                              | —              | 74             | —              | —              | —              | —              | —              | —              | —              | —              | —              | —              | —              | —              | —              | —                     | Basic Instinct             |
| 2010                                     | „Gimmie Dat”[D] (în colaborare cu T-Pain)                 | —              | 63             | 111            | —              | —              | —              | —              | —              | —              | —              | —              | —              | —              | —              | —              | —                     | Basic Instinct             |
| 2012                                     |                                                           |                |                |                |                |                |                |                |                |                |                |                |                |                |                |                |                       |                            |
| „Sorry”[E] (în colaborare cu T-Pain)     | —                                                         | 42             | 173            | —              | —              | —              | —              | —              | —              | —              | —              | —              | —              | —              | —              | —              | Fără album            |                            |
| „Got Me Good”                            | —                                                         | —              | —              | —              | —              | —              | —              | —              | —              | —              | —              | —              | —              | —              | —              | —              | Fără album            |                            |
| 2013                                     |                                                           |                |                |                |                |                |                |                |                |                |                |                |                |                |                |                | Fără album            |                            |
| „Body Party”                             | 25                                                        | 7              | —              | —              | —              | —              | —              | —              | 88             | —              | —              | —              | —              | —              | —              | —              | Ciara                 |                            |
| „I'm Out” (în colaborare cu Nicki Minaj) | 50                                                        | 16             | 54             | 86             | —              | —              | —              | —              | 63             | 44             | —              | —              | —              | —              | —              | —              | Ciara                 |                            |
| „Overdose”                               | —                                                         | —              | —              | —              | —              | —              | —              | —              | —              | —              | —              | —              | —              | —              | —              | —              | Ciara                 |                            |
| 2015                                     |                                                           |                |                |                |                |                |                |                |                |                |                |                |                |                |                |                | Ciara                 |                            |
| „I Bet”                                  | 43                                                        | 15             | 56             | 95             | —              | —              | —              | —              | —              | —              | —              | —              | —              | —              | —              | —              | Jackie                |                            |
| „Dance Like We're Making Love”           | 100                                                       | 28             | 83             | —              | —              | —              | —              | —              | —              | —              | 199            | —              | —              | —              | —              | —              | Jackie                |                            |
| „Paint It, Black”                        | —                                                         | —              | —              | —              | —              | —              | —              | —              | —              | —              | —              | —              | —              | —              | —              | —              | The Last Witch Hunter |                            |
| Discuri promoționale                     |                                                           |                |                |                |                |                |                |                |                |                |                |                |                |                |                |                |                       |                            |
| 2007                                     | „That’s Right” (în colaborare cu Lil’ John)               | —              | —              | —              | —              | —              | —              | —              | —              | —              | —              | —              | —              | —              | —              | —              | —                     | Ciara: The Evolution       |
| 2008                                     | „Go Girl”[A] (în colaborare cu T-Pain)                    | 78             | 26             | —              |                | —              | —              | —              | —              | —              | —              | —              | —              | —              | —              | —              | —                     | Fantasy Ride               |
| Colaborări                               |                                                           |                |                |                |                |                |                |                |                |                |                |                |                |                |                |                |                       |                            |
| 2005                                     | „Like You” (în colaborare cu Bow Wow)                     | 3              | 1              | 19             | —              | 4              | 39             | 72             | —              | —              | —              | —              | —              | 16             | —              | 76             | 29                    | Wanted                     |
| 2005                                     | „Lose Control” (în colaborare cu Missy Elliott)           | 3              | 6              | 7              | —              | 1              | 25             | 21             | 70             | 24             | 29             | —              | 43             | 7              | 2              | 21             | 11                    | The Cookbook               |
| 2006                                     | „So What” (în colaborare cu Field Mob)                    | 10             | 4              | 56             | —              | —              | —              | —              | —              | —              | —              | —              | —              | 40             | —              | —              | —                     | Light Poles and Pine Trees |
| 2007                                     | „Promise Ring”[A] (în colaborare cu Tiffany Evans)        | 101            | 66             | —              | —              | —              | —              | —              | —              | —              | —              | —              | —              | —              | —              | —              | —                     | Tiffany Evans              |
| 2008                                     | „Stepped on My J'z”[A] (în colaborare cu Nelly)           | 98             | 104            | —              | —              | —              | —              | —              | —              | —              | —              | —              | —              | —              | —              | —              | —                     | Brass Knuckles             |
| 2008                                     | „Just Stand Up!” (în colaborare cu alte 14 cântărețe)     | 11             | 57             | 26             | 10             | 11             | —              | —              | —              | —              | —              | —              | 51             | 39             | 19             | 81             | 19                    | single caritabil           |
| 2009                                     | „Takin' Back My Love”[C] (în colaborare Enrique Iglesias) | —              | —              | 12             | —              | 7              | 9[♠]           | 23[♠]          | 19[♠]          | 9              | 9              | 2              | 40             | —              | —              | 6              | 32                    | Greatest Hits              |
| 2016                                     | „Get Up” (în colaborare cu R3hab)                         | —              | —              | —              | —              | —              | —              | —              | —              | —              | —              | —              | —              | —              | —              | —              | —                     | Fără album                 |

Alte cântece intrate în clasamente
| An   | Cântec                                      | Poziția maximă | Poziția maximă | Poziția maximă | Poziția maximă | Album                                   |
| An   | Cântec                                      | S.U.A.         | S.U.A. R&B     | CAN            | UK             | Album                                   |
| ---- | ------------------------------------------- | -------------- | -------------- | -------------- | -------------- | --------------------------------------- |
| 2009 | „Ciara to the Stage”[F]                     | 104            | —              | —              | —              | Fantasy Ride                            |
| 2009 | „Turntables” (în colaborare cu Chris Brown) | —              | —              | —              | 80             | Fantasy Ride                            |
| 2009 | „I'm On”                                    | —              | —              | 79             | —              | Fantasy Ride                            |
| 2010 | „Pretty Boy Swag”                           | —              | 90             | —              | —              | Fără album                              |
| 2011 | „We Can Get It On” (Yo Gotti feat. Ciara)   | —              | 40             | —              | —              | CM5 (White Friday)                      |
| 2012 | „I'm Legit” (Nicki Minaj feat. Ciara)       | —              | 40             | —              | 97             | Pink Friday: Roman Reloaded – The Re-Up |
| 2013 | „Read My Lips”                              | —              | —              | —              | —              | Ciara                                   |
| 2013 | „Livin' It Up” (cu Nicki Minaj)             | —              | 40             | —              | 97             | Ciara                                   |

## Apariții pe alte albume și coloane sonore
| An   | Artist principal      | Cântec                       | Album                                   | Notă   |
| ---- | --------------------- | ---------------------------- | --------------------------------------- | ------ |
| 2004 | ATL                   | „I Wish”                     | The ATL Project                         | [ 49 ] |
| 2004 | ATL                   | „It's Us”                    | The ATL Project                         | [ 49 ] |
| 2004 | Fantasia              | „Got Me Waiting”             | Free Yourself                           | [ 50 ] |
| 2005 | —                     | „Roll wit' You”              | Coach Carter (coloana sonoră)           | [ 51 ] |
| 2005 | 112 și T.I.           | „If I Hit”                   | Pleasure & Pain                         | [ 52 ] |
| 2006 | Diddy, Big Boi & Scar | „Wanna Move”                 | Press Play                              | [ 53 ] |
| 2008 | —                     | „Click Flash”                | Sex and the City, Vol. 2: More Music    | [ 54 ] |
| 2008 | T-Pain                | „Blowing Up”                 | Thr33 Ringz                             | [ 55 ] |
| 2010 | Ludacris, Pitbull     | „How Low” (remix)            | Battle of the Sexes                     | [ 56 ] |
| 2012 | Future                | „Turn On the Lights” (remix) | -                                       | [ 57 ] |
| 2012 | Nicki Minaj           | „I'm Legit”                  | Pink Friday: Roman Reloaded – The Re-Up | [ 58 ] |

## Videoclipuri
| An   | Cântec                         | Album                | Regizor          | Referință     |
| ---- | ------------------------------ | -------------------- | ---------------- | ------------- |
| 2004 | „Goodies”                      | Goodies              | Benny Boom       | [ 59 ]        |
| 2004 | „1, 2 Step”                    | Goodies              | Benny Boom       | [ 59 ]        |
| 2005 | „Oh”                           | Goodies              | Fat Cats         | [ 60 ]        |
| 2005 | „And I”                        | Goodies              | Fat Cats         | [ 61 ]        |
| 2006 | „Get Up”                       | Ciara: The Evolution | Joseph Kahn      | [ 62 ]        |
| 2006 | „Promise”                      | Ciara: The Evolution | Diane Martel     | [ 63 ]        |
| 2007 | „Like a Boy”                   | Ciara: The Evolution | Diane Martel     | [ 64 ]        |
| 2007 | „Can't Leave 'em Alone”        | Ciara: The Evolution | Fat Cats         | [ 65 ]        |
| 2007 | „That's Right”                 | Ciara: The Evolution | Fat Cats         | [ 66 ]        |
| 2008 | „Go Girl”                      | Fantasy Ride         | Melina           | [ 67 ]        |
| 2009 | „Never Ever”                   | Fantasy Ride         | Chris Robinson   | [ 68 ]        |
| 2009 | „Love Sex Magic”               | Fantasy Ride         | Diane Martel     | [ 69 ]        |
| 2009 | „Work”                         | Fantasy Ride         | Melina           | [ 70 ]        |
| 2010 | „Ride”                         | Basic Instinct       | Diane Martel     | [ 71 ]        |
| 2010 | „U Got Me (Basic Instinct)”    | Basic Instinct       | Phil the God     | [ 72 ]        |
| 2010 | „Speechless”                   | Basic Instinct       | Colin Tilley     | [ 73 ]        |
| 2010 | „Gimmie Dat”                   | Basic Instinct       | Melina & Ciara   | [ 74 ] [ 75 ] |
| 2012 | „Sorry”                        | Fără album           | Christopher Sims | [ 76 ] [ 77 ] |
| 2012 | „Got Me Good”                  | Fără album           | Joseph Kahn      | [ 76 ]        |
| 2013 | „Body Party”                   | Ciara                | Director X       | [ 76 ]        |
| 2015 | „I Bet”                        | Jackie               | Director X       | [ 78 ]        |
| 2015 | „Dance Like We're Making Love” | Jackie               | Melina Matsoukas | [ 79 ]        |

Videoclipurile filmate pentru cântecele realizate ca artist colaborator.
| An   | Cântec                                                               | Artistul principal | Album                      | Regizor       | Referință |
| ---- | -------------------------------------------------------------------- | ------------------ | -------------------------- | ------------- | --------- |
| 2005 | „Like You”                                                           | Bow Wow            | Wanted                     | Bryan Barber  | [ 80 ]    |
| 2005 | „Lose Control”                                                       | Missy Elliott      | The Cookbook               | Dave Meyers   | [ 81 ]    |
| 2006 | „So What”                                                            | Field Mob          | Light Poles and Pine Trees | Jesse Terrero | [ 82 ]    |
| 2007 | „Promise Ring”                                                       | Tiffany Evans      | Tiffany Evans              | Fat Cats      | [ 83 ]    |
| 2008 | „Stepped on My J'z”                                                  | Nelly              | Brass Knuckles             | Benny Boom    | [ 59 ]    |
| 2009 | „Takin' Back My Love”                                                | Enrique Iglesias   | Greatest Hits              | Ray Kay       | [ 85 ]    |
| 2011 | „My Girl (Remix)” (Mindless Behavior feat. Ciara, Tyga și Lil Twist) | Ryan Pallota       | Prodigy                    | Ryan Pallota  | [ 76 ]    |